# Pakubuwono XI van Surakarta

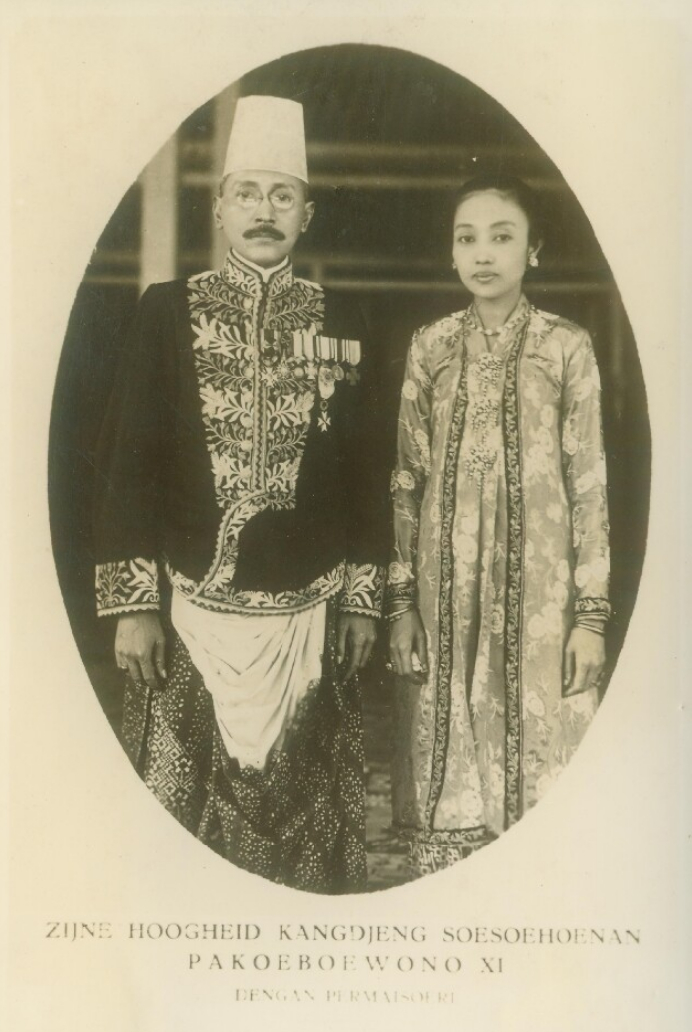
Pakoeboewono XI van Soerakarta

Pakubuwono XI van Surakarta (Soerakarta, 1 februari 1886 – aldaar, 1 juni 1945), officieel "Z.P.H. Sampeyan Dalam ingkang Sinuhun ingkang Minula saha ingkang Wijaksana Kanjeng Susuhunan Prabhu Sri Paku Buwono XI Senapati ing Alaga Ngah 'Abdu'l-Rahman Saiyid ud-din Panatagama, Susuhunan  van Surakarta" geheten werd op 1 februari 1886 als eerste zoon van de tiende susuhunan en diens jongere bijvrouw Gusti Radin Ayu Mandaya Ratna geboren in de kraton van Surakarta geboren. Zijn vader Pakubuwono X verwekte bij zijn 43 vrouwen en bij de bijvrouwen zeventig kinderen, van wie 33 zoons en 34 dochters volwassen werden. Hij kreeg als prins de naam "Gusti Radin Mas Duksina". Later werd hij verheven tot "Gusti Bandara Kanjeng Pangeran Ngabehi". Hij regeerde van 1939 tot 1945. In dat jaar werd Surakarta als zelfregerend sunanaat opgeheven. In zijn Kraton bleef de susuhunan desondanks een belangrijke rol spelen.
De elfde susuhunan was de eerste vorst uit zijn dynastie die buiten de Kraton school was gegaan. Hij volgde de Europeesche Lagere School in Soerakarta. Sommige van zijn broers en ooms mochten in Nederland studeren maar dat werd de troonopvolger niet toegestaan.
De prins maakte de periode mee waarin Nederland voorzichtig experimenteerde met politiek zelfbestuur in Nederlands-Indië. Daarbij werd de hoge Javaanse adel nauw betrokken en Prins Gusti Radin Mas Duksina werd in 1911 vicevoorzitter van de Rijksraad. In 1938 vertegenwoordigde Gusti Radin Mas Duksina zijn vader bij de viering van het 40-jarig regeringsjubileum van koningin Wilhelmina.
De nieuwe susuhunan werd op 26 april 1939 op 53-jarige leeftijd met de keizerskroon van Surakarta gekroond. In de Tweede Wereldoorlog speelde de susuhunan van Surakarta geen rol van betekenis, anders dan zijn neef Hamengkubuwono IX de Sultan van Jogjakarta die in het naar onafhankelijkheid strevende Indonesië groot gezag wist te verwerven. Pakubuwono XI stierf voor de Japanse overgave aan de geallieerden.
Als luitenant-kolonel in het Koninklijk Nederlandsch-Indisch Leger was Gusti Radin Mas Duksina lid van de Generale Staf en adjudant van de Gouverneur-Generaal van Nederlands-Indië. In 1940 werd de elfde soesoehoenan tot generaal-majoor van het Koninklijk Nederlandsch-Indisch Leger bevorderd.
De prins werd in de jaren voor de Tweede Wereldoorlog onderscheiden met het officierskruis in de Orde van Oranje-Nassau met de Zwaarden en het officierskruis in de Franse koloniale orde van de Zwarte Ster van Benin. Hij was Officier in de Orde van de Witte Olifant en Ridder in de Orde van de Kroon van Siam. Als Nederlands officier droeg hij het Onderscheidingsteken voor Langdurige Dienst als officier en het Mobilisatiekruis 1939.
Pakubuwono XI was een moslim en huwde vier vrouwen. Hij verwekte 6 zonen en zes dochters en stierf op 1 juni 1945 in zijn Kraton. Zijn lichaam werd in het mausoleum in Imagiri bijgezet. Zijn opvolger was zijn derde zoon uit het huwelijk met zijn derde vrouw Gusti Kanjeng Ratu Paku Boewono XI, dochter van Kanjeng Pangeran Pusba di-ning Rat.

## Opvolging
- Opvolger van Pakubuwono X van Surakarta
- Opgevolgd door Pakubuwono XII van Surakarta